# 阿塞拜疆LGBT权益
女同性恋，男同性恋，双性恋和跨性别（LGBT）人群在阿塞拜疆面临着非LGBT居民没有经历过的法律挑战和偏见。同性性行为在阿塞拜疆合法，但以同性伴侣为户主的家庭没有资格获得异性婚姻夫妇可获得的任何法律保护。

## 历史
阿塞拜疆1918年脱离俄罗斯帝国成立阿塞拜疆民主共和国时没有反对同性恋的法律。1920年成为苏联的一部分后，它开始依苏联法律将男男性行為定为刑事犯罪。尽管弗拉基米尔·伊里奇·列宁在俄罗斯苏维埃联邦社会主义共和国将同性恋非罪化，1923年阿塞拜疆苏维埃社会主义共和国仍将男男性行為定为刑事犯罪，两人均为成年人且同意的情况下可处以最多五年的监禁，如果涉及武力或威胁则可处以长达八年的监禁。
阿塞拜疆在1991年重新获得独立，并于2000年废除了苏联时期的反种族歧视法。2000年5月28日发表的国民议会官方报纸的一个特刊报道议会批准了一项新的刑法废除之前的性悖軌法，总统于2000年9月签署使之成为法律。废除性悖軌法是加入欧洲委员会的条件，阿塞拜疆于2001年1月25日成为安理会第43个成员国。

## 概况
| 同性性行为合法                                       | （自2000年） |
| 同意年龄平等                                         | （自2000年） |
| 同性恋和双性恋的反就业歧视法律                       | 否           |
| 同性恋和双性恋的提供商品和服务的反歧视法律           | 否           |
| 在所有其他领域的反歧视法律（包括间接歧视，仇恨言论） | 否           |
| 仇恨犯罪法                                           | 否           |
| 同性婚姻                                             | 否           |
| 同性伴侣关系                                         | 否           |
| 同性伴侣收养继子女                                   | 否           |
| 同性伴侣联合收养                                     | 否           |
| 同性恋军人允许公开服役                               | 否           |
| 有权改变法律性别                                     | 是           |
| 女同性恋试管婴儿                                     | 否           |
| 男同性恋情侣商业代孕                                 | 否           |
| 男男性接触人群（MSM）允许献血                        | 否           |